# Bill Frenzel

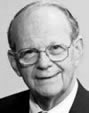
Bill Frenzel

William Eldridge „Bill“ Frenzel (* 31. Juli 1928 in Saint Paul, Minnesota; † 17. November 2014 in Mc Lean, Virginia) war ein US-amerikanischer Politiker. Zwischen 1971 und 1991 vertrat er den Bundesstaat Minnesota im US-Repräsentantenhaus.

## Leben
Bill Frenzel besuchte zunächst die St. Paul Academy und studierte anschließend bis 1951 am Dartmouth College in Hanover (New Hampshire). Während des Koreakrieges diente er in der Reserve der US-Marine. Dabei wurde er im koreanischen Raum eingesetzt. Zwischen 1966 und 1970 war Frenzel Präsident der Minneapolis Terminal Warehouse Co.
Politisch wurde er Mitglied der Republikanischen Partei. In den Jahren 1966 und 1967 gehörte er dem Kreisrat des Hennepin County an. Von 1962 bis 1970 war er auch Abgeordneter im Repräsentantenhaus von Minnesota. Bei den Kongresswahlen des Jahres 1970 wurde er im dritten Wahlbezirk von Minnesota in das US-Repräsentantenhaus in Washington, D.C. gewählt, wo er am 3. Januar 1971 die Nachfolge von Clark MacGregor antrat. Nach neun Wiederwahlen konnte Frenzel bis zum 3. Januar 1991 zehn zusammenhängende Legislaturperioden im Kongress absolvieren. In diese Zeit fiel unter anderem die Watergate-Affäre. Im Gegensatz zu vielen seiner republikanischen Kollegen im US-Repräsentantenhaus wurde er trotz dieser Affäre auch im Jahr 1974 wiedergewählt. Zeitweise war Frenzel Mitglied im Haushaltsausschuss und im Committee on Ways and Means. 15 Jahre lang war er einer der Vertreter des Kongresses bei den GATT-Verhandlungen in Genf. Frenzel machte sich einen Namen als Experte in Wirtschafts- und Finanzfragen. Er war außerdem zeitweise stellvertretender Vorsitzender des Committee on House Administration, das sich mit der Kongressverwaltung befasst.
1990 verzichtete Frenzel auf eine erneute Kandidatur. In den 1990er Jahren war er Präsident der den Republikanern nahestehenden Denkfabrik Ripon Society. Diesen Posten behielt er bis 2004. Im Jahr 2001 wurde er von Präsident George W. Bush in eine Kommission berufen, die die Möglichkeiten einer Privatisierung der Sozialversicherungen untersuchen sollte. In dieser Kommission unterstützte er die Privatisierungspläne des Präsidenten. Zuletzt war Bill Frenzel unter anderem Vorsitzender einer Kinderwohlfahrtsorganisation (Children in Foster Care), Vizepräsident der Eurasia Foundation und Vorsitzender der japanisch-amerikanischen Gesellschaft in Washington. Außerdem war er noch Mitglied in einigen Wirtschafts- und Finanzvereinigungen. Frenzel war verheiratet und hatte drei Kinder. Er starb am 17. November 2014 in seinem Zuhause im US-Bundesstaat Virginia unweit von Washington, D.C. im Alter von 86 Jahren.
2000 wurde ihm der japanische mehrfarbige Orden der Aufgehenden Sonne am Band verliehen.